# Eduardo Ferro
Eduardo Ferro (1917-2011) est un dessinateur humoristique et auteur de bande dessinée jeunesse argentin.
Actif à partir des années 1930, il a notamment travaillé de 1937 à 1984 pour les revues de bande dessinée jeunesse du groupe Dante Quinterno (en particulier Patoruzú (es) et Patoruzito (es)). 
Il collabore également au quotidien généraliste La Razón, et participe en 1942 à la création du premier dessin animé argentin, Upa en apuros (es). Durant sa carrière, il travaille également pour El Cronista (es).
Il reçoit en 2006 le cinquième prix ibéro-américain d'humour graphique Quevedos (doté de 30 000 €), pour l'ensemble de son œuvre.